# ادی کولون
ادوین کارلوس کولون (به انگلیسی: Edwin "Eddie" Carlos Colón) (زاده ۲۱ دسامبر ۱۹۸۲) یک کشتی‌گیر حرفه‌ای آمریکایی است که با نام پریمو (به انگلیسی: Primo)، در مسابقات کشتی حرفه‌ای شرکت می‌کند. پریمو از سال ۱۹۹۹، تاکنون در این رشته، و در مسابقات نوع راو فعال بوده‌است.